# Episodi di Emma una strega da favola (terza stagione)
La terza stagione della serie televisiva Emma una strega da favola è andata in onda negli Stati Uniti d'America dal 5 gennaio al 30 gennaio 2015 su Nickelodeon. La trasmissione è stata preceduta da uno speciale di 66 minuti intitolato Spellbound andato in onda il 26 novembre 2014, che riassume la seconda stagione e mostra un'anteprima della terza. Il 23 gennaio 2015 è anche andato in onda un altro speciale intitolato Enchanted Ever After della durata di 43 minuti, che riassume gli episodi precedenti e dà alcune anticipazioni sui successivi.
In Italia è stata trasmessa su TeenNick dal 4 dicembre al 25 dicembre 2015. È trasmessa in chiaro su Super! da lunedì 4 ottobre 2021.
| nº | Titolo originale        | Titolo italiano                                      | Prima TV USA    | Prima TV Italia  | Prima TV Italia (Super!) |
| -- | ----------------------- | ---------------------------------------------------- | --------------- | ---------------- | ------------------------ |
| 1  | Beachside 7             | Il Beachside 7                                       | 5 gennaio 2015  | 4 dicembre 2015  | 4 ottobre 2021           |
| 2  | Rebel Emma              | Emma ribelle                                         | 6 gennaio 2015  | 7 dicembre 2015  | 4 ottobre 2021           |
| 3  | Always You              | Sei sempre tu                                        | 7 gennaio 2015  | 8 dicembre 2015  | 5 ottobre 2021           |
| 4  | Breaking All the Rules  | Contro tutte le regole                               | 8 gennaio 2015  | 9 dicembre 2015  | 5 ottobre 2021           |
| 5  | Nevereding Summer       | Estate infinita                                      | 9 gennaio 2015  | 10 dicembre 2015 | 6 ottobre 2021           |
| 6  | Daniel Darko            | Daniel Darko                                         | 12 gennaio 2015 | 11 dicembre 2015 | 6 ottobre 2021           |
| 7  | No More Mr. Nice Guy    | Il Beackside 7 (TeenNick) Daniel il ribelle (Super!) | 13 gennaio 2015 | 14 dicembre 2015 | 7 ottobre 2021           |
| 8  | Spider No More          | Il marchio Kanay                                     | 14 gennaio 2015 | 15 dicembre 2015 | 7 ottobre 2021           |
| 9  | Back to Back            | Inseparabili                                         | 15 gennaio 2015 | 16 dicembre 2015 | 8 ottobre 2021           |
| 10 | El Cristal de Caballero | Il Cristal de Caballero                              | 16 gennaio 2015 | 17 dicembre 2015 | 8 ottobre 2021           |
| 11 | Kanay vs. Kanay         | Kanay vs Kanay                                       | 19 gennaio 2015 | 18 dicembre 2015 | 11 ottobre 2021          |
| 12 | Invisible Me            | Invisibili                                           | 20 gennaio 2015 | 20 dicembre 2015 | 11 ottobre 2021          |
| 13 | The Truth About Kanays  | La verità sui Kanay                                  | 21 gennaio 2015 | 22 dicembre 2015 | 12 ottobre 2021          |
| 14 | Zombie Rescue Team      | Il ritorno dello zombie                              | 22 gennaio 2015 | 23 dicembre 2015 | 12 ottobre 2021          |
| 15 | Enchanted Ever After    | non trasmesso                                        | 23 gennaio 2015 | non trasmesso    | non trasmesso            |
| 16 | Kangaroo Jax            | Jax, il canguro                                      | 26 gennaio 2015 | 24 dicembre 2015 | 13 ottobre 2021          |
| 17 | Defiance                | Ribellione                                           | 27 gennaio 2015 | 25 dicembre 2015 | 13 ottobre 2021          |
| 18 | Magical Throwdown       | Il duello Kanay                                      | 28 gennaio 2015 | 19 dicembre 2015 | 14 ottobre 2021          |
| 19 | The Kanay Strikes Back  | La rivincita dei Kanay                               | 29 gennaio 2015 | 19 dicembre 2015 | 14 ottobre 2021          |
| 20 | New Witch Order         | Il nuovo ordine di streghe (prima parte)             | 30 gennaio 2015 | 19 dicembre 2015 | 15 ottobre 2021          |
| 20 | New Witch Order         | Il nuovo ordine di streghe (seconda parte)           | 30 gennaio 2015 | 19 dicembre 2015 | 15 ottobre 2021          |

## Il Beachside 7
- Titolo originale: Beachside 7
- Diretto da: Clayton Boen
- Scritto da: Catharina Ledeboer

### Trama
Emma lavora come cameriera al Beachside 7, un nuovo luogo di ritrovo per i ragazzi, durante l'estate. Quando le sta per cadere un vassoio usa la magia per bloccarlo ma ferma accidentalmente il tempo, e per rimediare cerca di lanciare incantesimi, ma non funzionano. Emma, Maddie, Diego e Hexoren sono gli unici che non sono congelati, perché provenienti dal mondo magico. Anche la signora Van Pelt non è congelata e si presenta al locale ignara dell'accaduto. Maddie va dal concilio a chiedere aiuto e Agamennone, Desdemona, e Lily si presentano i primi due sono molto arrabbiati per l'accaduto, e alla fine Desdemona da ad Emma il contro-incantesimo per scongelare il tempo. Mentre passeggiano sulla spiaggia Diego si accorge di una ragazza, Mia, che sta cavalcando la moto d'acqua di Andi, "Cruz Lightning", e cade nel bel mezzo dell'oceano. Daniel la salva e una volta sveglia abbraccia Daniel dicendogli che è il suo eroe, facendo ingelosire Emma. Nessuno però sa che Mia ha poteri magici, e fa mettere Emma nei guai con Desdemona, facendole credere che Emma a usato la magia in pubblico.

## Emma ribelle
- Titolo originale: Rebel Emma
- Diretto da: Clayton Boen
- Scritto da: Catharina Ledeboer e Gloria Shen

### Trama
Emma viene inviata da Desdemona al campo di addestramento per ribelli come punizione per aver lanciato un incantesimo in pubblico (ignare del fatto che Mia ha causato l'incidente) e lì incontra Jax, che è li per riavere i poteri che gli hanno tolto perché l'anno scorso ha cercato di distruggere il Regno, vengono spediti in un labirinto per una prova in cui devono affrontare le loro paure. Nel frattempo, i Terribili Tre vengono cacciati dal Beachside 7 per uno scherzo, che però non hanno commesso. Nel frattempo i Terribili Tre vengono cacciati dal locale per uno scherzo ai danni della signora Van Pelt, che però non hanno attuato loro.

## Sei sempre tu
- Titolo originale: Always You
- Diretto da: Clayton Boen
- Scritto da: Catharina Ledeboer e Charlotte Owen

### Trama
Agamennone cerca di togliere i poteri ad Emma, ma essendo la prescelta non ci riesce e li toglie a Jax. Emma scopre che Mia lavorerà con Daniel come bagnina, Andi è determinata a diventare la prima guardiana umana, e Diego impara di più sui Kanay, i Terribili Tre fanno una ricerca sugli H2O per vedere lo scherzo che hanno fatto, e scoprono che sono i cuginetti di Diego. Emma e Daniel si incontrano presso il Seven e lui canta una canzone per lei. Emma e Andi vanno nel regno magico per cercare di convincere il Concilio a rendere Andi una guardiana, mentre Jax e l'Hexoren le seguono per fermarle.

## Contro tutte le regole
- Titolo originale: Breaking All the Rules
- Diretto da: Clayton Boen
- Scritto da: Catharina Ledeboer e Gloria Shen

### Trama
Emma e Andi cercano di entrare nel Concilio delle Streghe, e Jax preoccupato per quello che il concilio potrebbe fare ad Emma cerca di fermarle, mentre Maddie e Diego vogliono risolvere le relazioni tra streghe e Kanay. Invece Mia causa problemi tra Emma e Daniel trasformandosi in diverse persone. Katie vede il signor Alonso che si trasforma in Mia (che in realtà è Mia che si stava ritrasformando in se stessa dopo essersi trasformata nel padre di Emma per mettere paura a Daniel), ma Mia le causa un congelamento al cervello per farle scordare l'accaduto.

## Estate infinita
- Titolo originale: Neverending Summer
- Diretto da: Clayton Boen
- Scritto da: Catharina Ledeboer e Charlotte Owen

### Trama
Jax supera il test finale del campo di addestramento dei ribelli (che consisteva nel vedere se era disposta ad imbrogliare) e il Concilio gli restituisce i suoi poteri. Mia scongela il cervello di Katie. Nel frattempo, al Beachside 7, si tiene la festa di fine estate Jax e Emma si abbracciano per festeggiare quest'ultimo che ha riavuto i suoi poteri, Daniel li vede e va via. Mia si trasforma in Emma con i suoi poteri da Kanay e va verso Daniel, lo bacia e il suo tatuaggio di un ragno finisce sul collo di Daniel.

## Daniel Darko
- Titolo originale: Daniel Darko
- Diretto da: Clayton Boen
- Scritto da: Catharina Ledeboer e Charlotte Owen

### Trama
Dopo che il ragno di Mia finisce sul collo di Daniel, inizia ad agire in modo strano. Daniel canta la sua canzone dedicata Emma sul palco e tiene la mano di Mia e la porta sul palco a ballare con lui, poi la bacia davanti a Emma, ed Emma corre via. All'Iridium High, Daniel stuzzica Jax, costringendolo ad usare i suoi poteri, e Francisco li mette in punizione. Christine la madre di Daniel toglie tutti i gadget delle burle dei Terribili Tre, perché lei pensa che hanno fatto loro scherzo alla festa Beachside 7, anche esso causato dagli H2O. Più tardi, Daniel va al Seven con Mia, che sblocca il cellulare del ragazzo e dice Emma di incontrarlo Seven, dove Daniel stava per raccontare a Mia della magia, ma Emma lo ferma.

## Daniel il Ribelle
- Titolo originale: No More Mr. Nice Guy
- Diretto da: Clayton Boen
- Scritto da: Catharina Ledeboer e Gloria Shen

### Trama
Daniel continua ad agire in modo strano e Emma e Andi hanno bisogno di Jax per vedere se Daniel è sotto qualche incantesimo. Nel frattempo, Maddie accusa Mia di rubare Daniel ad Emma, ma Mia le dice che non lo ha fatto; per insegnare una lezione a Maddie, Mia congela l'interno del suo armadietto e quando Maddie si presenta più tardi, tutto si riempe d'acqua e i suoi tacchi si bagnano, Diego cerca di aiutarla e accidentalmente incenerisce i tacchi, Maddie incolpa Katie perché lei aveva chiuso l'armadietto. Daniel dice a Mia che Emma, Maddie, e Jax sono streghe, e Mia finge di non saperlo, prima che Daniel potesse dire altro, Andi li interrompe. Mia cerca di fare amicizia con Katie per portarla dalla sua parte e Jax incontra Lily nel suo ufficio, in modo che possa valutare se Jax ha utilizzato i suoi poteri o no. Jax ottiene l'aiuto di Emma da quando non ha i suoi poteri (non sapendo che Desdemona e Agamennone gliel'hanno tolti pensando di averli tolti ad Emma). Infine quando Daniel si toglie la camicia, Diego e Andi vedono il marchio del ragno sulla sua schiena e Diego riconosce che è un segno da Kanay, lasciando lui ed Andi scioccati per scoprire se c'è un altro Kanay in città.

## Il marchio Kanay

### Trama
Diego e Andi scoprono che Daniel è stato marchiato da un Kanay, scoprendo cosi che c'è un secondo Kanay in città, Diego ne è felicissimo, intanto Mia rivela a Daniel di essere una Kanay, e che vuole distruggere la Prescelta il giorno dopo Emma, Andi, Diego, Jax, Maddie e Sophie, si riuniscono a scuola per capire cosa fare al riguardo, l'unica soluzione è trovare il Kanay e fargli rimuovere il marchio, Emma ipotizza subito che potrebbe essere Mia (siccome lei è la sola che non ha avuto problemi dal cambiamento di Daniel) ma gli altri non vogliono saltare a conclusioni affrettate, nel frattempo Mia e Daniel creano altro scompiglio nella scuola, e Mia semina ulteriore zizzagna tra Maddie e Katie, Emma in seguito con un incantesimo pensa di aver rimosso il marchio da Daniel, ma era un trucco, perche lui e Mia sapevano del loro piano da Katie a cui hanno minacciato di farle del male se non diceva loro tutto